# Агроном (Северо-Казахстанская область)
Агроном (каз. Агроном) — село в Тайыншинском районе Северо-Казахстанской области Казахстана. Входит в состав Кировского сельского округа. Код КАТО — 596059200.

## Население
В 1999 году население села составляло 207 человек (106 мужчин и 101 женщина). По данным переписи 2009 года в селе проживало 172 человека (95 мужчин и 77 женщин).